# Drescheratherium
Drescheratherium — вимерлий рід ссавців пізньої юрського періоду (Кіммеридж) Камадас де Гімарота з Лейрії, Португалія. Вона представлена досить повними верхніми щелепами з зубами. Він має подовжені верхні ікла, хоча й не так, як інший дріолестоїд, Cronopio.